# منطقة إحصائية كبرى في الولايات المتحدة

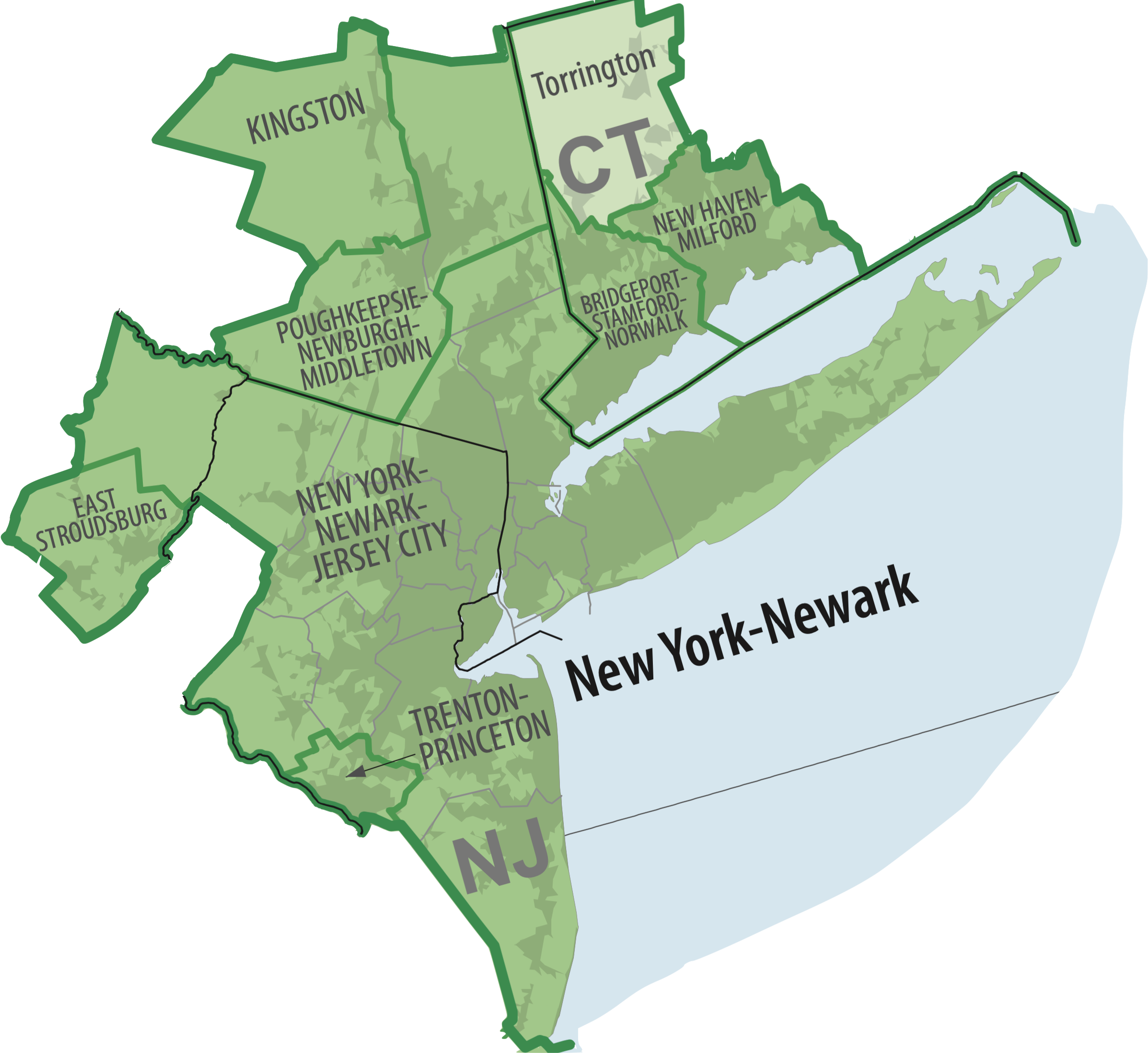
مقطع من المنطقة الإحصائية الكبرى لمكتب الإحصاء الأمريكي لمنطقة مترو نيويورك

المنطقة الإحصائية الكبرى في الولايات المتحدة (Metropolitan statistical area) منطقة جغرافية ذات كثافة سكانية عالية نسبيًا في جوهرها وفي روابطها الاقتصادية الوثيقة في جميع أنحاء المنطقة. لا يتم دمج هذه المناطق قانونًا كمدينة أو بلدة، كما أنها ليست تقسيمات إدارية قانونية مثل المقاطعات أو الكيانات المنفصلة مثل الولايات؛ لذا يمكن أن يختلف التعريف الدقيق لأي مدينة كبرى معينة باختلاف المصدر. تم تحديد المعايير الإحصائية القياسية للمنطقة الكبرى في عام 1949 وأعيد تعريفها كمنطقة إحصائية كبرى في عام 1983.